# 기계선
기계선(機械船) 또는 서비스 모듈(service module, SM)은 사령선 바로 밑에 있는 원통형의 부분이다. 사령선의 부속 창고로서 동시에 기관차의 역할을 한다. 지름은 3.91m, 높이는 7.37m이며 안에는 로켓의 호흡용 산소가 적재되어 있다. 연료 등을 적재한 후의 무게는 2.5t이며 적재 전에는 5.2t이다. 기계선은 진공중에서 9.3t의 추진력을 내는 로켓 엔진이 시설되어 있다. 달로 향한 여행시는 궤도 수정을 하며 다시 달 인력권을 벗어날 때도 이 기계선의 로켓이 중요한 역할을 한다. 기계선의 외벽에는 자세 제어용 십자형 로켓이 4개 부착되어 있어 비행중의 우주선의 자세를 바로잡거나 변환시키는 데 쓰인다. 이 십자형 로켓 1개가 지니는 추진력은 45kg중이다.
적재한 연료전지 3개는 산소와 수소를 화합시켜서 전기를 얻는 장치로 1개의 세기는 약 27∼37V이다. 부산물로는 물을 얻는데 이 물은 비행사들의 음료수로 사용된다. 연료전지 1개로도 우주선 전체의 전기를 공급할 수 있지만 3개 중 하나가 고장이 나도 달여행 도중 지구로 귀환하여야 한다. 만일에 정전이 된다면 산소 공급 장치로부터 모든 기계가 정지되기 때문에 우주 비행사들은 죽음에 직면하게 된다. 기계선과 사령선의 장치는 14일간의 우주 비행에 적합하도록 설계되었다. 달까지 가고 오는 데 소요되는 시간은 최소 약 6일이며 나머지 8일을 더 여유있게 잡아 14일 분의 산소와 식량을 적재하고 있다.

## 기계선 목록

### 현재 운용 중
- 즈베즈다
- 소유스 기계선
- 선저우 기계선
- 유럽 기계선(European Service Module)

### 과거 운영
- 보스토크 장비 모듈(Vostok equipment module)
- 보스호트 장비 모듈(Voskhod equipment module)
- 제미니 장비 모듈(Gemini equipment module)
- 아폴로 기계선
- Apollo Lunar Module descent stage

### 취소
- CSTS 기계선 (취소)
- 클리퍼 기계선 (취소)
- 에르메스 리소스 모듈 (취소)

## 같이 보기
- 우주 캡슐